# 正受庵
正受庵（しょうじゅあん）は、長野県飯山市にある臨済宗の寺院。山号は小畝山（こうねさん）。臨済宗中興の祖とされる白隠慧鶴の師であった道鏡慧端の住まいとして知られている。長野県史跡（1960年〈昭和35年〉2月11日指定）。

## 概要
本庵の開山である慧端は、松代城主真田信之の庶子と伝えられ、寛永19年（1642年）、飯山城にて出生した。万治3年（1660年）、飯山藩主松平忠倶の参勤交代に伴って江戸に向かい、江戸麻布東北庵の至道無難のもとで出家し、1年足らずにして印可を与えられた。このとき、東北庵が改築され禅河山東北寺となったため、無難は慧端を住職に推した。しかし、慧端は固辞し、寛文6年（1666年）、飯山に帰った。大成した慧端の帰郷を喜んだ藩主忠倶は、小庵を建立して慧端に贈った。慧端はこの小庵に、無難から与えられた「正受」の扁額を掲げて庵の名とした。
寛文7年（1667年）には、東北寺の後継者が無難の弟子の洞天に定まったことを期に小石川至道庵に隠棲していた無難のもとに赴き、再び修行に勤しんだ。延宝4年（1676年）の無難入寂の後、慧端は再び飯山に帰った。このとき、生母も剃髪して慧端の弟子となり、李雪と称した。飯山に戻った慧端に、藩主忠倶は一山の建立と200石の寄進を申し出たが、慧端は謝絶した。水戸光圀からの2度の招請も辞退し、享保6年（1721年）に80歳で死去するまでの45年間、世俗的な栄達に目を向けることなく、臨済禅のために精進する日々を正受庵で送った。

## 歴史

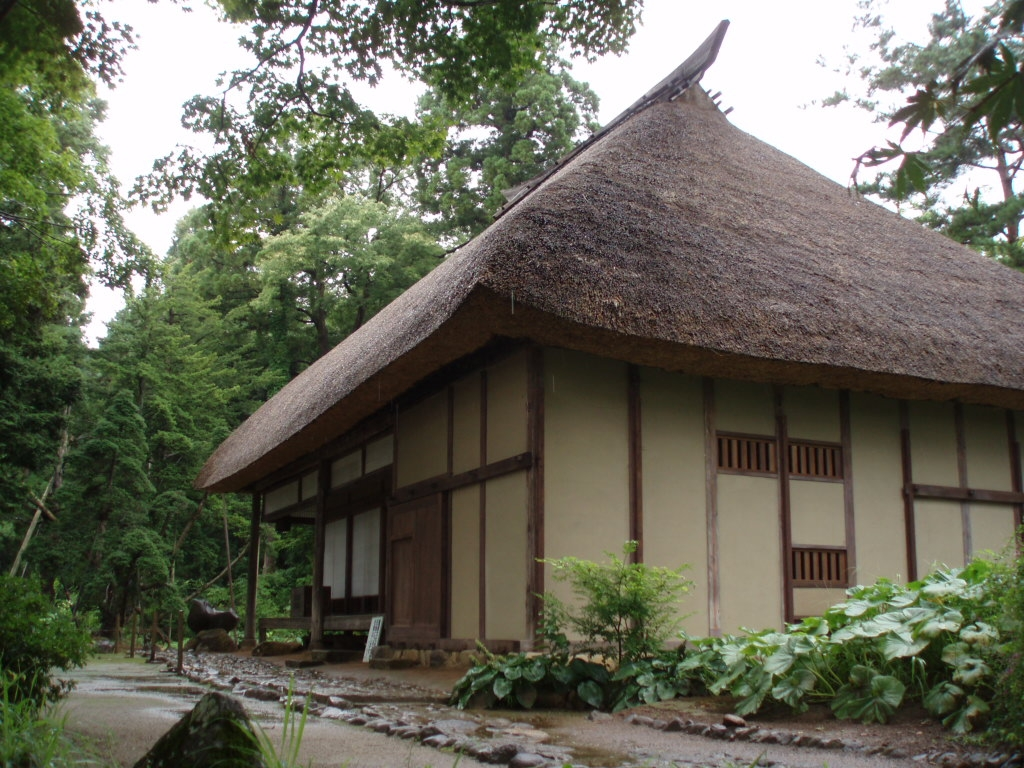
正受庵境内

正受庵の創建は寛文6年（1666年）だが、天和2年（1682年）の寺領並由緒書上の際は独立した寺院として認められず、東北寺の洞天禅師の弟子の寮庵として、東北寺末寺の扱いで公認を得ることができた。
慧端の死後、弘化4年（1847年）の善光寺地震で倒壊し、同年8月15日に庫裏を兼ねる仏殿（現在の本堂）のみが再建された。この時の再建については、当時の飯山藩主本多助賢が江戸幕府に提出した城下の被害報告書や棟札の「弘化四年八月一五日、小佐原村金井栄吉によって再建」という記述によって知ることができる。この時、建物がやや西よりの位置に移されたほか、古材を再利用してほぼオリジナルの形に修復されたと考えられていた。
正受庵は菩提を弔う寺院として建立されたわけではなく、修行をもっぱら目的として建立された寺院である。また生前の慧端が、堂宇伽藍や寺領の寄進を謝絶したため、正受庵は独自の財源を欠いており、加えて、庵主は途絶えがちで無住の時期があった。さらに、文政3年（1820年）、五世東瞑が時の藩主本多氏に退去させられて以降は庵主が途絶え、無住寺となった時期や曹洞宗僧が住職を兼任する時期が続き、荒廃がすすんだ。幕末までは飯山藩士の修行道場として活用されたようであるが、その他の消息は詳らかでない。

### 復興
明治6年（1873年）には、正受庵は廃庵になった。正受庵がこのまま忘れ去られるのを惜しんだ臨済宗門の趣意と山岡鉄舟・高橋泥舟らの尽力により、1884年（明治17年）に妙心寺直末として再興が決された。今日に伝わる寺宝は、この時に鉄舟・泥舟らにより見つけ出されたものと、両名の尽力により関係者から寄贈されたものである。とはいえ、資金の調達や参禅者の乏しさなどの問題から思うように再興事業は進まず、一方で庵の荒廃はすすんだ。1923年（大正12年）には財団法人として正受庵保存会が設立されたが、同年の関東大震災により事業は中止に追い込まれた。その後、有志による復興の努力がなされ、1927年（昭和2年）には再び寄付を募り、1928年（昭和3年）に本堂の修築と庫裏の新築が実現した。
第2次大戦後になると、臨済宗各派の協力を得て運営が行われ、1977年（昭和52年）には本堂の修築と茶室の新築が行われた。また、1953年（昭和28年）には城山から鐘楼が移築されており、こうして現在の堂宇伽藍がととのえられた。
2004年（平成16年）の新潟県中越地震では、本堂が深刻な損傷を負った。このとき、本堂は、茅葺屋根の傷みが進んでいただけでなく、建物の基礎の老朽化が著しかったため、倒壊が危惧された。そのため、善光寺地震以来、160年ぶりの大掛かりな全面解体修理が施されることとなった。修理の範囲は、礎石、柱、床、壁、茅葺屋根の葺き替えから、堂内の建具にまで及んだ。また、修理に当たっては、解体した古材を極力再用するとともに、古材の痕跡調査から建立当初の間取りの復元も行われた。これにより、昭和17年（1942年）頃、庫裏が本堂裏手から境内南側の現在地に移転した際に、仏壇が建立当時の位置（本堂南側奥室）から北隣の部屋へ移動されていることが判明したため、建立当時の位置に戻されたほか、昭和52年（1977年）の修理で付加された西側の後堂も撤去された。この3年越しの改修には、約4200万円の予算が投じられ、うち約1500万円を長野県、590万円を飯山市が補助金として負担したほか、文化財保護・芸術研究助成財団の2005年度の助成事業の支援を受けている。工事は2007年（平成19年）に竣工し、4月22日に竣工式を迎えた。しかし、その直後、7月16日の新潟県中越沖地震に被災し、壁面にひびが入るなどの損害を被ったため、再度の修復を余儀なくされた。

## 境内と文化財

### 境内
本堂
単層、寄棟造、茅葺き。桁行（間口）6間、梁間（奥行）4間半で、建坪は37坪である。東を正面とし、東面から南面にかけて濡縁をめぐらす。間取りは桁行6間を2間ずつ3列に分け、向かって右列は土間と台所、板の間とする。中央列と左列はそれぞれ前後2室に区切った畳敷きの部屋とし、中央列手前が茶の間、奥が納戸、左列手前が座敷、奥が仏間である。仏壇は平成の修理前は中央列の奥（現在の納戸）の位置にあったが、解体修理時の調査の結果、仏壇は当初は左列奥にあったことがわかり、修理後は旧位置に復している。右列も修理前は畳敷きの部屋に改造されていたのを、元の土間と板敷に復旧した。
弘化4年（1847年）の善光寺地震による倒壊の直後、同年8月に再建されたものである。再建時には地震による倒壊以前の前身堂の部材も再用されている。前身堂の建立時期は明確でないが、19世紀前半とみられる。
白隠蹴落坂（はくいんけおとしのさか）
本堂東側にある石畳の坂。白隠が正受庵の慧端を初めて訪れた際、白隠の慢心を見抜いた慧端が白隠を蹴落としたと伝えられ、臨済宗において重要な信仰上の史跡である。
正受庵の栂（とが）と水石
宝永3年（1706年）、飯山藩主松平忠喬が遠州掛川に移封となるに際して、慧端に同行を願い出た。しかし慧端は同行を断り、堂宇と寺禄の寄進の申し出も受けなかった。その代わりとして忠喬に慧端が所望したのがこの栂の木と水石で（「正受庵由来記」）、もとは飯山城内の茶室の前にあったという。
飯山周辺では、イチイの民俗名を「栂」と言うが、植物学上はツガはマツ科ツガ属に属する。しかし、「正受庵の栂」とよばれるこの木はそのいずれでもなく、イチイの変種のキャラボクである。

### 文化財

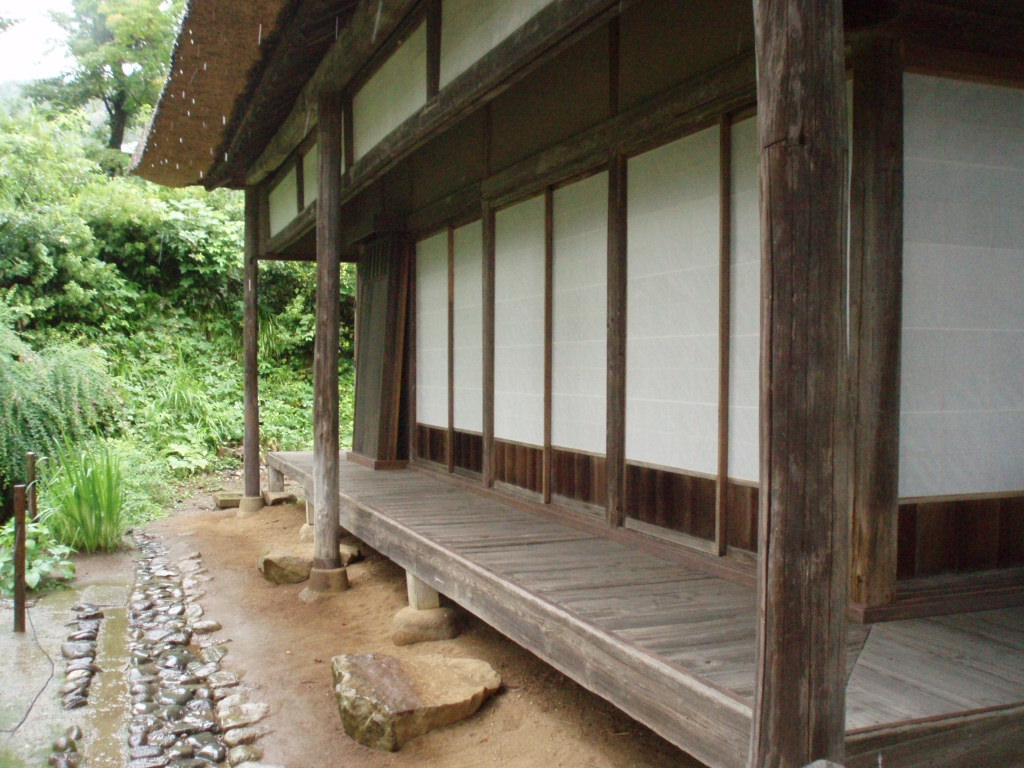
正受庵本堂（南側濡縁）
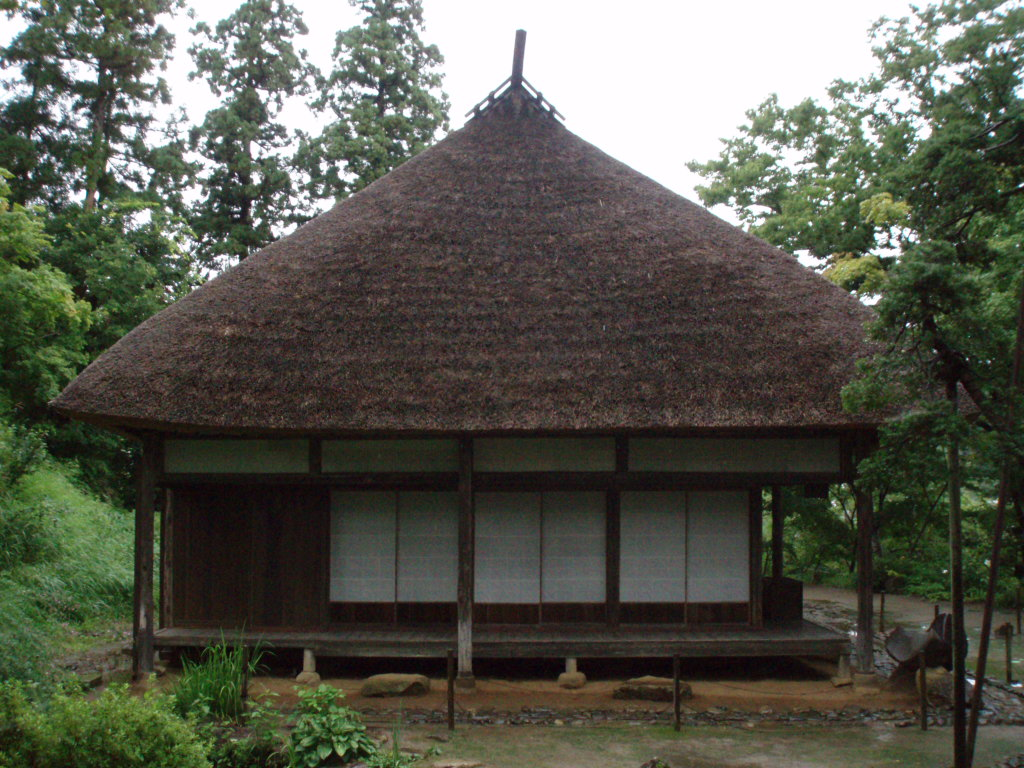
正受庵本堂（南側）
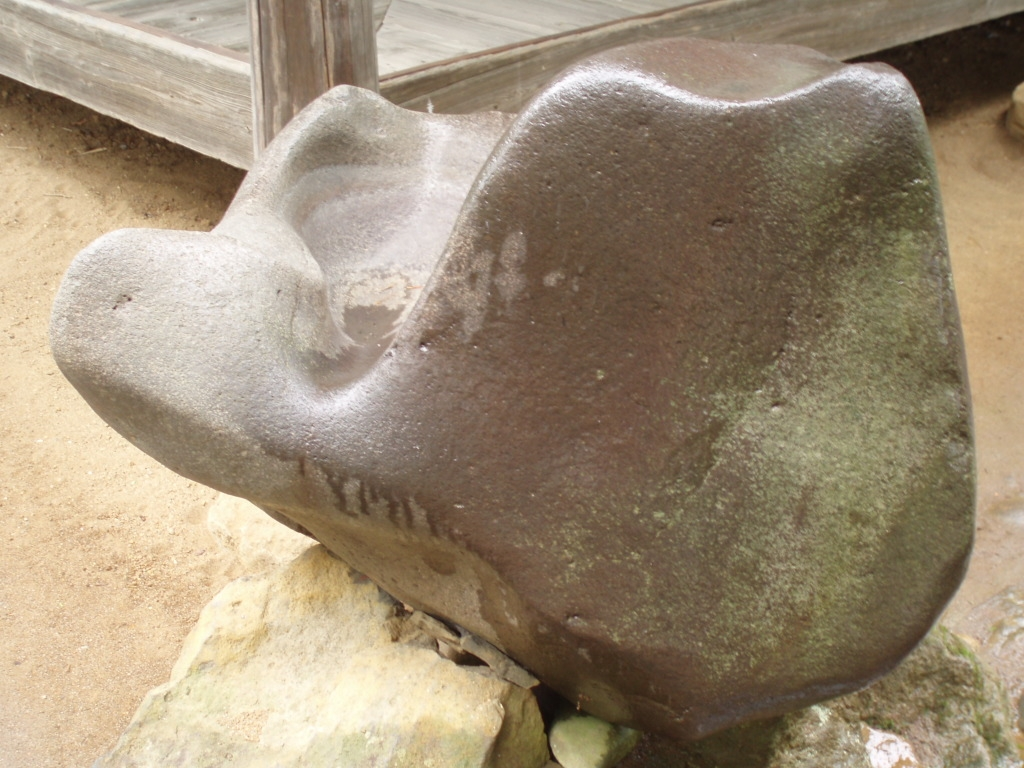
水石
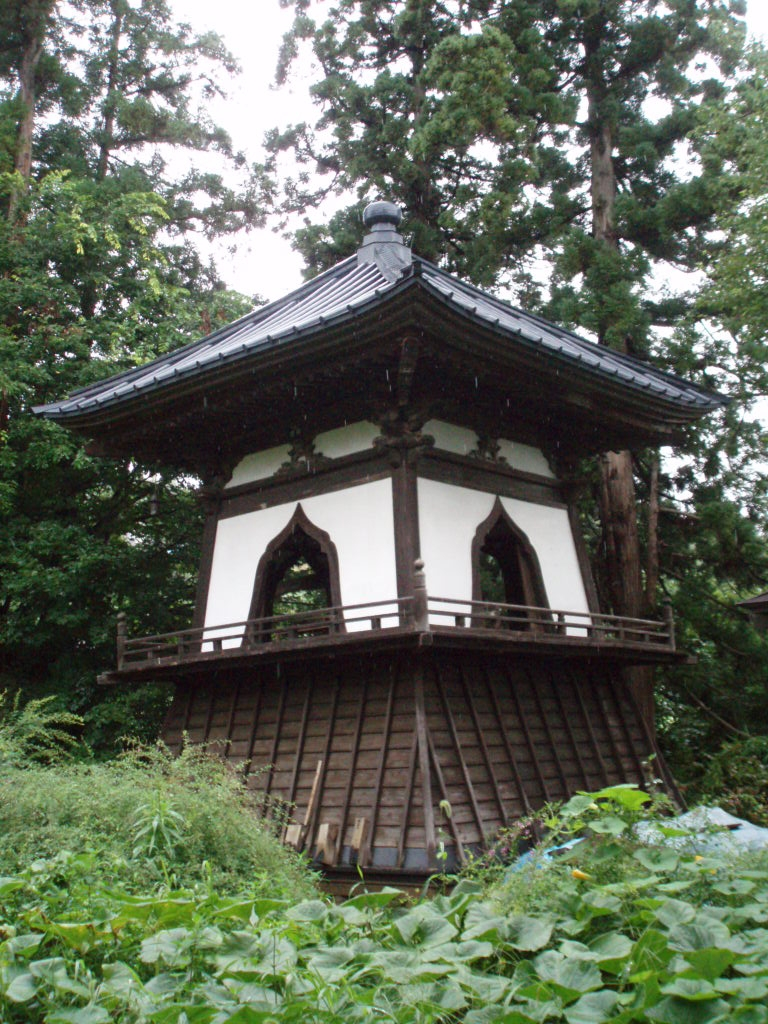
正受庵鐘楼

十一面観音像
飯山市有形文化財（1998年〈平成10年〉5月18日指定）。伝来は明らかではなく、『飯山町誌』によれば、松平忠倶が贈ったとされているが真偽は明らかではない。制作年代は、平安朝期（郷土史家・栗岩英治）、室町時代（『正受老人集』信濃教育会）など諸説があるが、平安仏様式を模倣した地方の仏師によって室町時代後半に製作されたとする説が有力である。
像は、檜材一本造で、両足先と左腕肘先を除く頭・体幹部・両腕は一本の木材から彫出されているが、頭頂および天冠台周囲の化仏、舟形光背・反花座・框座は後に付加されたものである。作られた当時は全身に漆箔が施されていたことを示唆する痕跡があるが、現在ではほぼ全身で木肌が露出している。1999年（平成11年）に欠損部分の修復や虫害対策のために保存修理・復元が行われた。
正受庵鐘楼
飯山市有形文化財（1998年〈平成10年〉5月18日指定）。もともと飯山市近郊の愛宕山の山上の大輪院にあった鐘楼で愛宕の鐘として親しまれていた。飯山鉄道（飯山線の前身）敷設工事の際に飯山城跡に移されたものが、第2次大戦後、正受庵に移築された。
愛宕の鐘は、元禄元年（1688年）に松平忠倶が大輪院に寄進したものと伝えられている。しかし、第2次大戦中の金属供出の際に失われ、現存するのは1953年（昭和28年）に信徒により新たに寄進されたものである。
中野不白筆慧端老漢在世自偈
飯山市有形文化財（1976年〈昭和51年〉2月17日指定）。横27cm、縦65cmの紙本。上部に慧端自讃の絶句を中野不白が墨書し、下部に慧端像（作者不詳）が描かれている。不白は飯山奈良沢の有力者で、慧端のもとで厳しい禅行を通じて学び、高弟と称されるにいたった。絶句の内容は、「自分の求めている世界は、そうたやすく世間の人々にわかるはずがない」という趣旨を反語的に述べたもの。
慧端遺偈
飯山市有形文化財（1976年〈昭和51年〉2月17日指定）。享保6年（1721年）10月6日、慧端はこの遺偈を書き残し、示寂したと伝えられる。ごくありふれた粗紙に書かれたものだが、この遺偈を発見した高橋泥舟の手によって表装され、条幅仕立てとなった形で伝えられている。
東嶺和尚讃無難和尚像
飯山市有形文化財（1976年〈昭和51年〉2月17日指定）。縦67cm、横41cmの軸装絹本に墨書。下部に作者不明の無難禅師肖像画、上部に東嶺円慈（とうれい えんじ）による讃が記されている。東嶺は臨済宗妙心寺派の僧で、白隠のもとで印可を得て、伊豆龍澤寺で白隠の宗風を継いだと言われている。東嶺は、慧端没後60年遠忌の1781年（天明元年）に正受庵を訪れ、慧端の墓に詣でたほか、慧端の墓石「栽松塔」や母李雪尼の墓を建立している。讃の末尾に安永の年月日が記されていることから、東嶺が正受庵を訪れた際にしたためたものと考えられている。
道樹宗覚遺偈
飯山市有形文化財（1976年〈昭和51年〉5月18日指定）。慧端の弟子で正受庵の二世となった宗覚がしたためた。宗覚はもとは飯山城中に仕える身であったが、出家して各地を行脚しつつ修行を重ねた。30歳のときに白隠から慧端に会うことをすすめられ、臨済禅の骨肉を継承した。 。
以上のような文化財、特に書画類が今日に伝えられているのは、山岡鉄舟・高橋泥舟の尽力によるところが大きく、特に慧端遺偈・中野不白筆慧端老漢在世自偈・東嶺和尚讃無難和尚像の3点は、泥舟が廃寺となっていた正受庵を訪れた際に、古書箱のなかに打ち捨てられていたものを発見し、表装したものであるという。
これらの他、白隠の筆による初夢画讃、唐の龐道玄の作である「古劒銘」を白隠が大書した白隠筆古剣銘（以上、飯山市有形文化財、1976年〈昭和51年〉5月18日指定）や、慧端の師である至道無難の筆による至道無難筆平常道（飯山市有形文化財、1998年〈平成10年〉5月18日指定）が正受庵に伝えられている。これらは鉄舟・泥舟らが収集に努めたり、再興後に寄贈されたりしたものである。
- 正受庵本堂（南側濡縁）
- 正受庵本堂（南側）
- 水石
- 正受庵鐘楼

## アクセス
- JR東日本飯山線 飯山駅から徒歩10～15分